# Private ship
Ne pas confondre avec un navire corsaire, dit privateer en anglais.
Un private ship désigne un bâtiment de la Royal Navy qui est officiellement en service comme navire amiral mais dont le commandant de l’escadre ou de l'escadrille qu'il dirige ne se trouve pas à son bord — un amiral ou un commodore le plus souvent. Ce terme ne sert en aucun cas à désigner un navire corsaire dit privateer en anglais.
Le cinquante canons HMS Leopard, navire amiral du vice-amiral George Cranfield Berkeley, était commandé par le post-captain Salusbury Pryce Humphreys entre 1806 et 1807. Toutefois, Berkeley préférait demeurer à terre pour commander les forces qu'il avait sous sa direction, laissant donc la Leopard sous la seule responsabilité du captain Humphreys. Ce bâtiment était alors qualifiable de private ship.